# Вергерето
Вергерето, Верґерето (італ. Verghereto) — муніципалітет в Італії, у регіоні Емілія-Романья,  провінція Форлі-Чезена.
Вергерето розташоване на відстані близько 220 км на північ від Рима, 95 км на південний схід від Болоньї, 50 км на південь від Форлі.
Населення — 1918 осіб (2014).

## Демографія
Населення за роками:

Станом на 1 січня 2023 року в муніципалітеті офіційно проживали 132 іноземці з 22 країн, серед них 57 громадян країн Євросоюзу та 9 громадян України.

## Сусідні муніципалітети
- Бадія-Тедальда
- Баньйо-ді-Романья
- Кастельдельчі
- К'юзі-делла-Верна
- П'єве-Санто-Стефано
- Сант'Агата-Фельтрія
- Сарсіна